# Lacconectus arunachal
Lacconectus arunachal är en skalbaggsart som beskrevs av Michel Brancucci 2006. Lacconectus arunachal ingår i släktet Lacconectus och familjen dykare. Inga underarter finns listade i Catalogue of Life.